# The Good Road
«The Good Road» — индийская драма на языке гуджарати, дебютная работа режиссёра Гьяна Корреа. Премьера фильма состоялась 19 июля 2013 года. В основе его сюжета три переплетающиеся истории, местом действия которых является шоссе в сельских землях округа Кач, проходящее через пустыню Тар и Качский Ранн. Большая часть ролей в фильме сыграна непрофессионалами.
Картина была выбрана представлять Индию на 86-й церемонии премии «Оскар», но не вошла в шорт-лист номинации. Лучший фильм года на гуджарати по мнению жюри Национальной кинопремии.

## Сюжет
Паппу — водитель грузовика, чьего заработка не хватает, чтобы обеспечивать его родителей и других членов семьи. Поэтому он решается на организацию аварии, влекущей его смерть, в надежде, что страховые выплаты покроют расходы его семьи. Дэвид и Киран, городская пара среднего класса, случайно теряют своего сына Адитью во время краткой остановки в придорожной закусочной. Его потеря обнаруживается только через несколько часов и несколько сотен километров. Одиннадцатилетняя Пунам ищет свою бабушку, живущую в городе в конце шоссе. Утомлённая и голодная, она легкомысленно останавливается у Топаза. Адитью находит владелец закусочной и сажает в грузовик Паппу. Когда уже слишком поздно, Пунам обнаруживает, что Топаз собирается отправить её в придорожный бордель. Паппу, пытаясь сбалансировать свои потребности с нуждами маленького мальчика, обретает новую силу и убеждённость внутри.

## В ролях
- Шьямджи Керасия — Паппу, водитель грузовика
- Сонали Кулкарни — Киран, жена Дэвида
- Аджай Гехи — Дэвид, муж Киран
- Кевал Катродия — Адитья, сын Дэвида и Киран
- Пунам Раджпут — Пунам
- Приянк Упадхьяй — Шаукат, сообщник Паппу

## Производство
The Good Road — режиссерский дебют Гьяна Корреа, ранее известного работой в мире рекламы. Корреа родом из Гоа и не говорит на гуджарати. Съёмки фильма финансировались и поддерживались Национальной корпорацией по развитию кино. Примерный бюджет фильма составил 2 крор (20 млн рупий).
Из актёрского состава фильма только Сонали Кулкарни и Аджай Гехи, сыгравшие родителей потерявшегося мальчика, были профессиональными актёрами. При этом Аджай Гехи никогда раньше не снимался в фильмах на гуджарати и вынужден был пройти двухмесячный курс обучения языку. Сонали Кулкарни, напротив, снялась в фильме Love Is Blind на гуджарати в 2005 году. Исполнителей детских ролей нашли через прослушивание. Кеваль Катродиа родом из Мумбаи, Пунам Кесар Сингх — из Ахмадабада. На роль водителя грузовика Корреа и его команда прослушали более 200 водителей на дорогах Гуджарата, прежде чем выбрать Шамджи Дхана Керасия. По словам режиссёра Шамджи никогда в жизни не видел фильмов. У его персонажа очень мало реплик, чтобы подчеркнуть естественность мимики.
Оператором фильма был выбран Амитабха Сингх, снявший такие фильмы, как Chillar Party и Khosla Ka Ghosla. Музыку к фильму написал Раджат Дхолакия, ранее ставший автором музыки для фильма Firaaq. Большая часть музыки была записана на самих съёмках, с помощью местных артистов и использованием таких инструментов, как jodiyo pavo (двойная флейта) и морчанг. Работавший над звуковым оформлением Ресул Пукутти, известный по «Миллионеру из трущоб», организовал в пустыне временную студию для записи естественных звуков.
Фильм снимался в три приёма — каждый по 35 дней — в Бхудже и Каче (штат Гуджарат). Во время съёмок актёры и съёмочная группа жили в глиняных домах из-за нехватки средств и удалённости места. 

## Критика
Лиза Церинг из The Hollywood Reporter отметила, что «в целом, Корреа проделал замечательную работу по улавливанию мотивации людей из рабочего класса, которые обременены тяжёлыми обязанностями и находятся под давлением».
Дэвид Шут из Variety, напротив, назвал фильм «смесью навыков и неловкости, визуально совершенной, но часто театрально инертной», добавив, что режиссёр, вероятно стал жертвой заблуждения о том, что «назначение непрофессионалов на ключевые роли приводит к чему-то более натуральному и искреннему».
Такое же мнение высказал Марк Адамс из Screen International.
В книге «The Global Road Movie» фильм описан как «колеблющийся между пессимизмом одной сюжетной линии («На шоссе нет места для доброты») и позитивным названием, демонстрируя наличие случайности, эксплуатации и благородства».

## Награды
The Good Road был выбран представлять Индию в номинации «Лучший фильм на иностранном языке» кинопремии «Оскар» 2013 года из списка, в который также входили «Ланчбокс», «Корабль Тесея», «Кинофильм», Shabdo, «Многоликий», «Беги, Милка, беги!», Lucia и «Инглиш-винглиш», хотя такое решение вызвало критику. В итоге фильм не вошёл в шорт-лист номинации. Однако The Good Road стала первой кинолентой на гуджарати выставленный на соискание «Оскара».
На родине The Good Road выиграл Национальную кинопремию за лучший фильм на гуджарати. На Фестивале индийского кино в Хьюстоне картина получила награду жюри как лучший фильм. The Good Road также был показан на 37-м международном кинофестивале в Портленде в феврале 2014 года.